# Permettete signora che ami vostra figlia?
Permettete signora che ami vostra figlia? è un film del 1974 diretto da Gian Luigi Polidoro.

## Trama
Gino Pistone è il capocomico di una scalcagnata compagnia teatrale che batte i teatrini di provincia esibendosi in un noioso repertorio classico che richiama pochissimo pubblico. Un giorno la prim'attrice Sandra, amante infedele di Pistone, decide che ne ha abbastanza di questi ripetuti fiaschi e, in cerca di fama e di denaro, segue un produttore di caroselli a Milano, abbandonando compagno e compagnia, che di conseguenza si scioglie. Per cercare di ottenere quel successo tanto agognato, Pistone decide di mettere in scena un dramma da lui scritto basato sulla storia d'amore fra Benito Mussolini e Clara Petacci.
Lo sfortunato attore comincia così a investigare sulla vita privata del Duce, intervistando ex gerarchi che lo hanno conosciuto; inoltre, a corto di soldi per finanziare l'impresa, torna dalla legittima consorte Adriana - macellaia benestante - per rubarle i quattrini. Rimessa in piedi una nuova compagnia con l'amico Peppino, l'attore veterano Franco De Rosa e Ornella, una nuova attricetta scarsa nella recitazione ma molto graziosa, coi soldi rubati alla moglie Gino acquista un furgone per i trasporti, si dota dei costumi di scena e tappezza le varie città di volantini per pubblicizzare la sua pièce.
L'idea del melodrammone sentimentale in salsa fascista si rivela azzeccata e finalmente Pistone, seppur stigmatizzato dalla critica che lo accusa di apologia del regime, potrà finalmente vedere i teatri pieni di gente entusiasta. Intuendone il potenziale, Sandra torna tra le sue braccia e il capocomico la ricompensa assegnandole la parte di Claretta, lasciando ad Adriana quella di Donna Rachele. Col passare del tempo, il capocomico si identifica talmente tanto nel personaggio del dittatore da interpretarlo anche nella vita privata.
Dopo una serie di tappe trionfali, arriva il momento di allestire lo spettacolo nella Romagna "rossa": qui però gli spettatori reagiscono male allo show, lanciando uova e pomodori contro gli attori. Alcuni goliardici decidono inoltre di fare uno scherzo a Gino e Sandra: rapirli e "fucilarli" per finta, così come successo ai veri Benito e Clara. Pistone, che aveva accettato l'esecuzione con fierezza, si vendica dei suoi sghignazzanti compagni e di Sandra, che ha ripreso a tradirlo, facendoli precipitare in un burrone, per poi tornare a casa dalla moglie.

## Produzione

### Riprese
Alcune scene furono girate nel Teatro Goldoni di Bagnacavallo, struttura tuttora funzionante. Parte delle scene in esterni furono girate a Faenza e nelle Valli di Comacchio.
Gli interni, invece, vennero ricreati negli studi De Paolis di Roma.

## Distribuzione

### Titolo
Il titolo del film si riferisce ad una frase attribuita a Mussolini, intenzionato ad avere una relazione con la Petacci, e rivolta alla madre di lei quasi a volerne chiedere il consenso. In origine il film avrebbe dovuto chiamarsi Claretta e Ben, titolo della commedia scritta dal capocomico impersonato da Tognazzi.

### Data di uscita
La pellicola è stata distribuita nelle sale cinematografiche italiane il 13 aprile 1974.

### Controversie legali
La pellicola, dopo essere arrivata nelle sale, ricevette ben tre denunce:
- La prima venne effettuata da Miria di San Servolo, sorella della Petacci, la quale aveva da poco scritto un libro di memorie - Chi ama è perduto - in cui attribuiva a Claretta alcune frasi, poi riportate nella pellicola: Miria sosteneva che, non avendo concesso alcun permesso in tal senso, l'uso di queste battute fosse una sorta di plagio, che tra l'altro violava la privacy della celebre parente;[6] la produzione rispose che il Duce e la Petacci, essendo personaggi di rilevanza storica, avessero perso il diritto alla privacy e che l'utilizzo di tutte le fonti disponibili fosse pienamente legittimo;
- La seconda venne inoltrata dallo stesso attore protagonista, Tognazzi, il quale si adirò per alcune difficoltà tecniche - soprattutto in fase di doppiaggio, che a volte "salta" - e per dei cambiamenti apportati alla sceneggiatura che lui aveva accettato di modificare ma che il produttore Carlo Ponti modificò a sua volta senza chiedere il consenso all'attore;[7]
- La terza provenne da Gian Luigi Polidoro: alla fine della lavorazione del film, Ugo Tognazzi litigò con il regista. Contro il parere di quest'ultimo infatti, Tognazzi interpretò il suo ruolo rendendo pesantemente caricaturale il personaggio di Mussolini, nel timore che il film potesse essere interpretato come un film in difesa del fascismo. Polidoro rimase ancor più irritato quando Tognazzi volle convocare una conferenza stampa[8] in cui tra l'altro sosteneva che il regista faceva apologia del fascismo e sporse denuncia per diffamazione[9]. Da quel momento i due non si salutarono più e, solo poco prima della morte dell'attore, i due si riconciliarono grazie al comune amico Marco Ferreri.[3]

Non sono pervenute eventuali sentenze inerenti alle tre denunce ma, poiché in maggio il film era ancora nelle sale, si può ipotizzare che si siano concluse in un nulla di fatto.

## Accoglienza

### Critica
Paolo Mereghetti recensisce il film come un'opera «pasticciata (...) con alcuni spunti divertenti nella loro assurdità, grazie alle doti di Tognazzi».
Il Corriere della Sera parla di una «regia elementare, fredda e distaccata, che procede per blocchi separati (si veda il procedimento distinto fra dramma in palcoscenico e intreccio privato)»